# Штефан Лохбілер
Штефан Лохбілер (нім. Stefan Lochbihler; нар. 1 жовтня 1965) — колишній австрійський тенісист.
Найвищу одиночну позицію світового рейтингу — 141 місце досяг 24 липня 1989 року.

## Титули на челленджерах

### Одиночний розряд: (1)
| Ранг | Рік  | Турнір              | Покриття | Суперник          | Рахунок  |
| ---- | ---- | ------------------- | -------- | ----------------- | -------- |
| 1.   | 1989 | Сан-Паулу, Бразилія | Ґрунт    | Мартін Востенголм | 6–3, 7–5 |